# Лопаш (Пожега)
Лопаш је насеље у Србији у општини Пожега у Златиборском округу. Према попису из 2022. било је 414 становника.
Овде се налази ОШ „Емилија Остојић” ИО Лопаш.

## Демографија
У насељу Лопаш живи 456 пунолетних становника, а просечна старост становништва износи 44,1 година (43,4 код мушкараца и 44,7 код жена). У насељу има 171 домаћинство, а просечан број чланова по домаћинству је 3,34.
Ово насеље је великим делом насељено Србима (према попису из 2002. године), а у последња три пописа, примећен је пад у броју становника.
|  |

| Демографија | Демографија | Демографија |
| Година      | Становника  | Становника  |
| ----------- | ----------- | ----------- |
| 1948.       | 808         |             |
| 1953.       | 836         |             |
| 1961.       | 811         |             |
| 1971.       | 769         |             |
| 1981.       | 693         |             |
| 1991.       | 641         | 634         |
| 2002.       | 571         | 577         |

| Етнички састав према попису из 2002.‍ | Етнички састав према попису из 2002.‍ | Етнички састав према попису из 2002.‍ | Етнички састав према попису из 2002.‍ | Етнички састав према попису из 2002.‍ |
| ------------------------------------ | ------------------------------------ | ------------------------------------ | ------------------------------------ | ------------------------------------ |
|                                      |                                      |                                      |                                      |                                      |
| Срби                                 | Срби                                 |                                      | 569                                  | 99,64%                               |
| Црногорци                            | Црногорци                            |                                      | 1                                    | 0,17%                                |
| непознато                            | непознато                            |                                      | 1                                    | 0,17%                                |

| Година пописа     | 1948. | 1953. | 1961. | 1971. | 1981. | 1991. | 2002. |
| ----------------- | ----- | ----- | ----- | ----- | ----- | ----- | ----- |
| Број домаћинстава | 137   | 138   | 179   | 189   | 195   | 194   | 171   |

| Број чланова      | 1  | 2  | 3  | 4  | 5  | 6  | 7 | 8 | 9 | 10 и више | Просек |
| ----------------- | -- | -- | -- | -- | -- | -- | - | - | - | --------- | ------ |
| Број домаћинстава | 30 | 45 | 23 | 24 | 18 | 24 | 4 | 3 | 0 | 0         | 3,34   |

| Пол    | Укупно | Неожењен/Неудата | Ожењен/Удата | Удовац/Удовица | Разведен/Разведена | Непознато |
| ------ | ------ | ---------------- | ------------ | -------------- | ------------------ | --------- |
| Мушки  | 234    | 54               | 165          | 14             | 0                  | 1         |
| Женски | 237    | 20               | 166          | 47             | 3                  | 1         |
| УКУПНО | 471    | 74               | 331          | 61             | 3                  | 2         |

| Пол    | Укупно                    | Пољопривреда, лов и шумарство | Рибарство                            | Вађење руде и камена | Прерађивачка индустрија       |
| ------ | ------------------------- | ----------------------------- | ------------------------------------ | -------------------- | ----------------------------- |
| Мушки  | 133                       | 65                            | 0                                    | 0                    | 29                            |
| Женски | 101                       | 61                            | 0                                    | 0                    | 29                            |
| УКУПНО | 234                       | 126                           | 0                                    | 0                    | 58                            |
| Пол    | Производња и снабдевање   | Грађевинарство                | Трговина                             | Хотели и ресторани   | Саобраћај, складиштење и везе |
| Мушки  | 4                         | 17                            | 5                                    | 0                    | 5                             |
| Женски | 1                         | 0                             | 3                                    | 3                    | 0                             |
| УКУПНО | 5                         | 17                            | 8                                    | 3                    | 5                             |
| Пол    | Финансијско посредовање   | Некретнине                    | Државна управа и одбрана             | Образовање           | Здравствени и социјални рад   |
| Мушки  | 0                         | 0                             | 1                                    | 2                    | 2                             |
| Женски | 0                         | 1                             | 1                                    | 1                    | 0                             |
| УКУПНО | 0                         | 1                             | 2                                    | 3                    | 2                             |
| Пол    | Остале услужне активности | Приватна домаћинства          | Екстериторијалне организације и тела | Непознато            | Непознато                     |
| Мушки  | 0                         | 0                             | 0                                    | 3                    | 3                             |
| Женски | 0                         | 0                             | 0                                    | 1                    | 1                             |
| УКУПНО | 0                         | 0                             | 0                                    | 4                    | 4                             |